# Metrichia bidentata
Metrichia bidentata är en nattsländeart som först beskrevs av Oliver S. Flint Jr. 1983.  Metrichia bidentata ingår i släktet Metrichia och familjen smånattsländor. Inga underarter finns listade i Catalogue of Life.